# Lobophytum planum
Lobophytum planum is een zachte koraalsoort uit de familie Alcyoniidae. De koraalsoort komt uit het geslacht Lobophytum. Lobophytum planum werd in 1970 voor het eerst wetenschappelijk beschreven door Tixier-Durivault. 